# Lori Rom
Lori Rom (Red Bank, Nova Jérsei, 16 de agosto de 1975) é uma atriz de televisão estadunidense. Foi substítuida por Alyssa Milano em Charmed no papel de Phoebe.

## Trabalhos
| Ano       | Nome                            | Personagens           | Notas                                     |
| --------- | ------------------------------- | --------------------- | ----------------------------------------- |
| 1998      | He Got Game                     | June                  |                                           |
| 1998      | Dawson's Creek                  | Hannah von Wenning    | Episódio: "Beauty Contest"                |
| 1998      | Charmed                         | Phoebe Halliwell      | Episódio: "Unaired Pilot"                 |
| 1998      | Saint Maybe                     | Cicely Brown          | Filme de TV                               |
| 1999      | Providence                      | Danielle              | 4 Episódios                               |
| 1999      | Chicken Soup for the Soul       | Allison               | Episódio: "The Surprise Date"             |
| 1999–2000 | Jack & Jill                     | Allison Hanau         | 4 Episódios                               |
| 2000      | Party of Five                   | Laura                 | 5 Episódios                               |
| 2001      | The Chronicle                   | Shawna Fuchs          | Episódio:"Bermuda Love Triangle"          |
| 2001      | Strong Medicine                 | Morgan Felding        | Episódio: "Accidents" e "Silent Epidemic" |
| 2002      | The Grubbs                      | Ms. Heather Krenetsky | Série de TV                               |
| 2003      | CSI: Crime Scene Investigation  | The Hostess           | Episódio: "Recipe for Murder"             |
| 2004      | The Unsinkable Freddie Krakauer | Molly                 | Curta-metragem                            |
| 2004      | Huff                            | Paige                 | Episódio: "Lipstick on Your Panties"      |
| 2004      | House MD                        | Sister Mary Pius      | Episódio: "Damned If You Do"              |
| 2006      | Cold Case                       | Faith                 | Episódio: "Death Penalty: Final Appeal"   |
| 2006      | Feeling Fat                     | Her                   | curta-metragem                            |
| 2006      | CSI: NY                         | Sharon Cates          | Episódio: "Love Run Cold"                 |
| 2007      | Tres                            | Mother, A Casa        | Curta-metragem                            |
| 2007      | Choose Connor                   | Sally the Reporter    |                                           |
| 2007      | State of Mind                   | Mary                  | Episódio: "Helpy Helperpants"             |
| 2007      | Love's Unfolding Dream          | Sadie Kent            | Filme de TV                               |
| 2007      | Life                            | Marissa Gale          | Episódio: "Farthingale"                   |
| 2008      | X-treme Weekend                 | Keri                  | Curta-metragem                            |
| 2009      | To Save a Life                  | Jan                   |                                           |
| 2010      | BioShock 2                      | Minerva's Den         | Vozes Adicionais                          |